# Dikili Tash

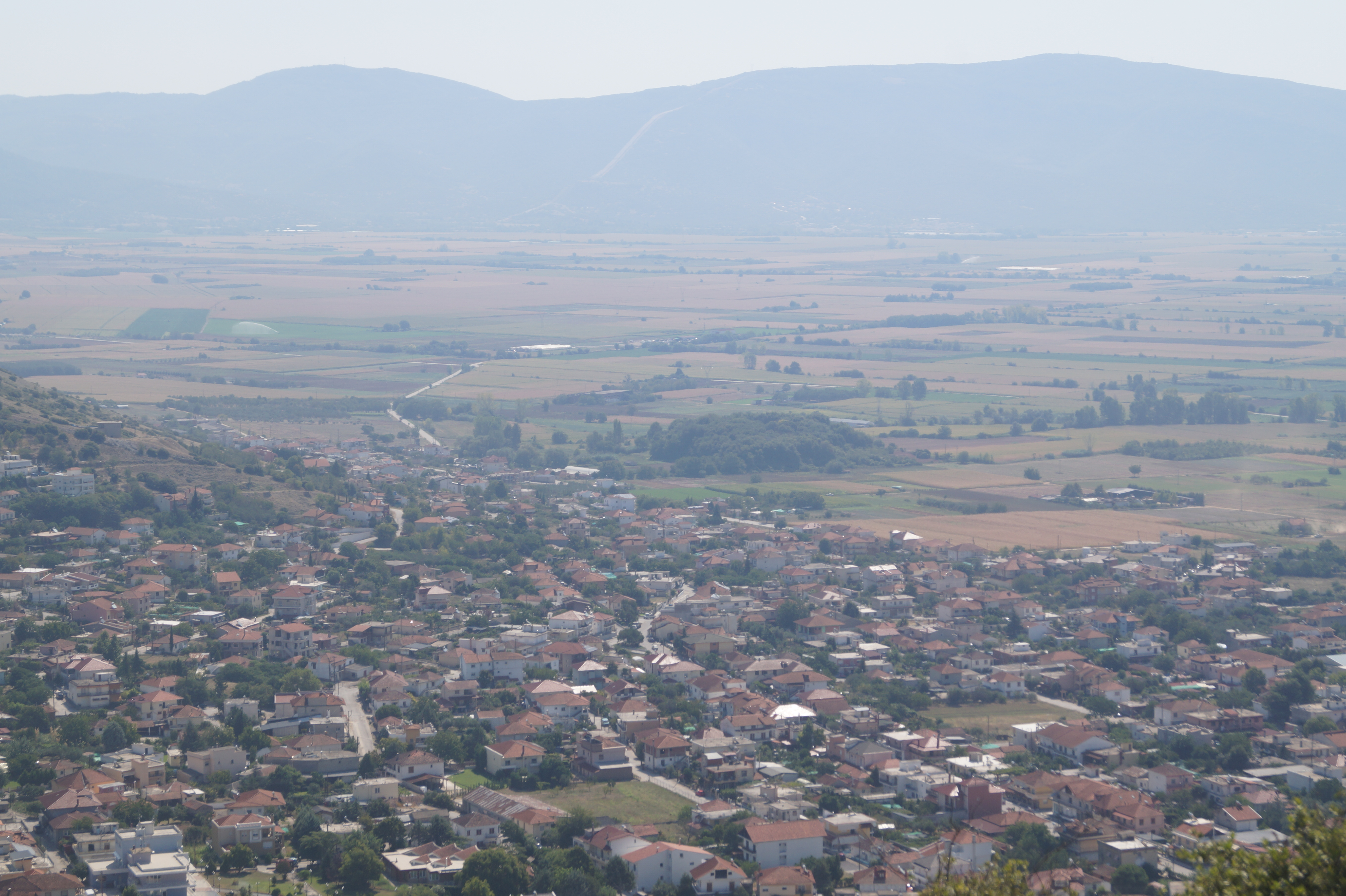
Blick von der Akropolis von Philippi auf Krinides und den bewaldeten Hügel von Dikili Tash

Dikili Tash (griechisch Ντικιλί Τας von türkisch Dikilitaş ‚aufrechtstehender Stein‘, Obelisk) oder Megalo Lithari (Μεγάλο Λιθάρι ‚großer Stein‘) ist ein Hügel in der Ebene von Drama in Makedonien in der nordostgriechischen Gemeinde Kavala. Der Hügel erhebt sich etwa 16 m über der Ebene am Ostrand des modernen Ortes Krinides, etwa 1,7 km östlich des antiken Philippi. Dikili Tash ist mit einer Fläche von über 4,5 ha einer der größten Siedlungshügel aus der Jungsteinzeit (Neolithikum) auf dem Balkan.

## Benennung

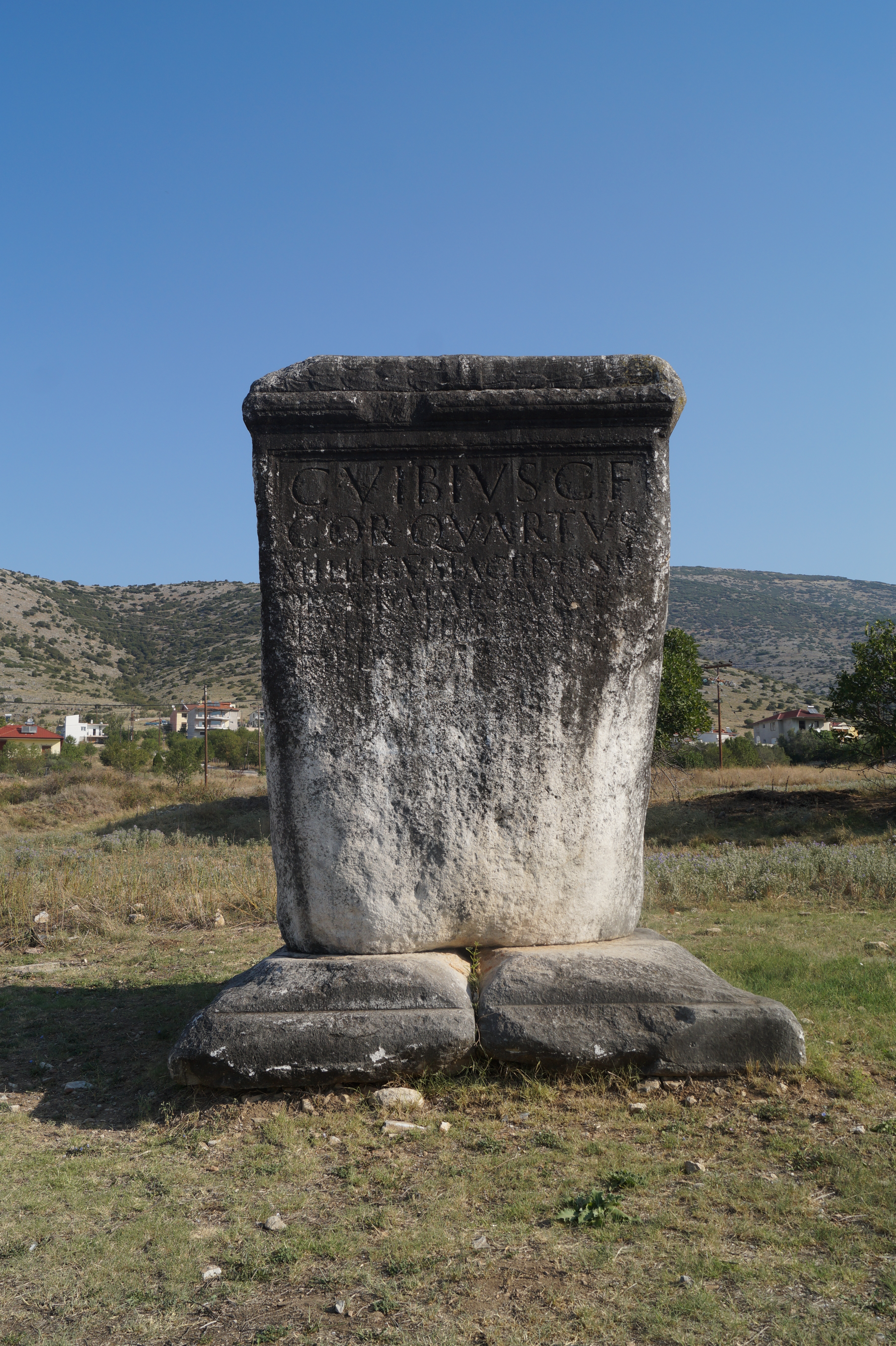
Inschrift des Caius Vibius Quartus

Der Hügel wurde nach einem 4 m hohen römischen Steinsockel benannt, der etwa 200 m nordöstlich von Dikili Tash im 1. Jahrhundert n. Chr. zu Ehren des römischen Offiziers Gaius Vibius Quartus errichtet wurde. Damals verlief die Via Egnatia direkt südlich des Steinsockels. Der Marmorsockel ist auf zwei Seiten, der westlichen und südlichen, beschriftet. Die Inschrift wurde von den Dorfbewohnern in der Vergangenheit im unteren Teil zerstört. Man glaubte, der Sockel sei die Krippe des Bukephalos, des Lieblingspferdes von Alexander dem Großen, und die stillenden Frauen rieben deshalb Marmor vom Sockel ab und mischten ihn unter ihre Milch in der Hoffnung, ihre Söhne könnten so ähnliche Stärke wie Alexander erlangen.
Die Inschrift lautet:
C(aius) Vibius C(aii) f(ilius)
Cor(nelia) Quartus
mil(es) leg(ionis) V Macedonic(ae)
decur(io) alae Scubulor(um)
praef(ectus) coh(ortis) III Cyreneic(ae)
trib(unus) leg(ionis) II Augustae
praef(ectus) …
Übersetzung:
Gaius Vibius Quartus, Sohn des Gaius,
aus der Tribus Cornelia,
Soldat der Legio V Macedonica,
Decurio der Ala Scubulorum,
Kommandant der Cohors III Cyreneica,
Militärtribun der Legio II Augusta,
Kommandant …

## Erforschung
In den Jahren 1917/1918 besuchten Carl Blegen und Francis Bertram Welch Dikili Tash und untersuchten den Hügel. Sie fanden viele prähistorische Tonscherben an der Oberfläche. Von 1920 bis 1922 führte Louis Renaudin erste Grabungen durch. Er fand neben neolithischer Keramik bei der Quelle nordöstlich des Hügels zwei Fundamente von römischen Heroen. Systematische Grabungen führten die École française d’Athènes und die Archäologische Gesellschaft Athen gemeinsam unter Leitung von Jean Deshayes und Dimitrios R. Theocharis durch. Die gemeinschaftliche Erforschung von Dikili Tash wurde von 1986 bis 1996 unter Leitung von Chaido Koukouli-Chrysanthaki und René Treuil fortgesetzt. Seit 2008 wurden die Ausgrabungen unter Leitung von Pascal Darcque, Chaido Koukouli-Chrysanthaki, Dimitra Malamidou und Zoï Tsirtsoni wieder aufgenommen. Es ist geplant, die Ausgrabung der Öffentlichkeit zugänglich zu machen. Die Funde sind im Archäologischen Museum von Philippi und im Archäologischen Museum von Kavala ausgestellt.

## Geschichte

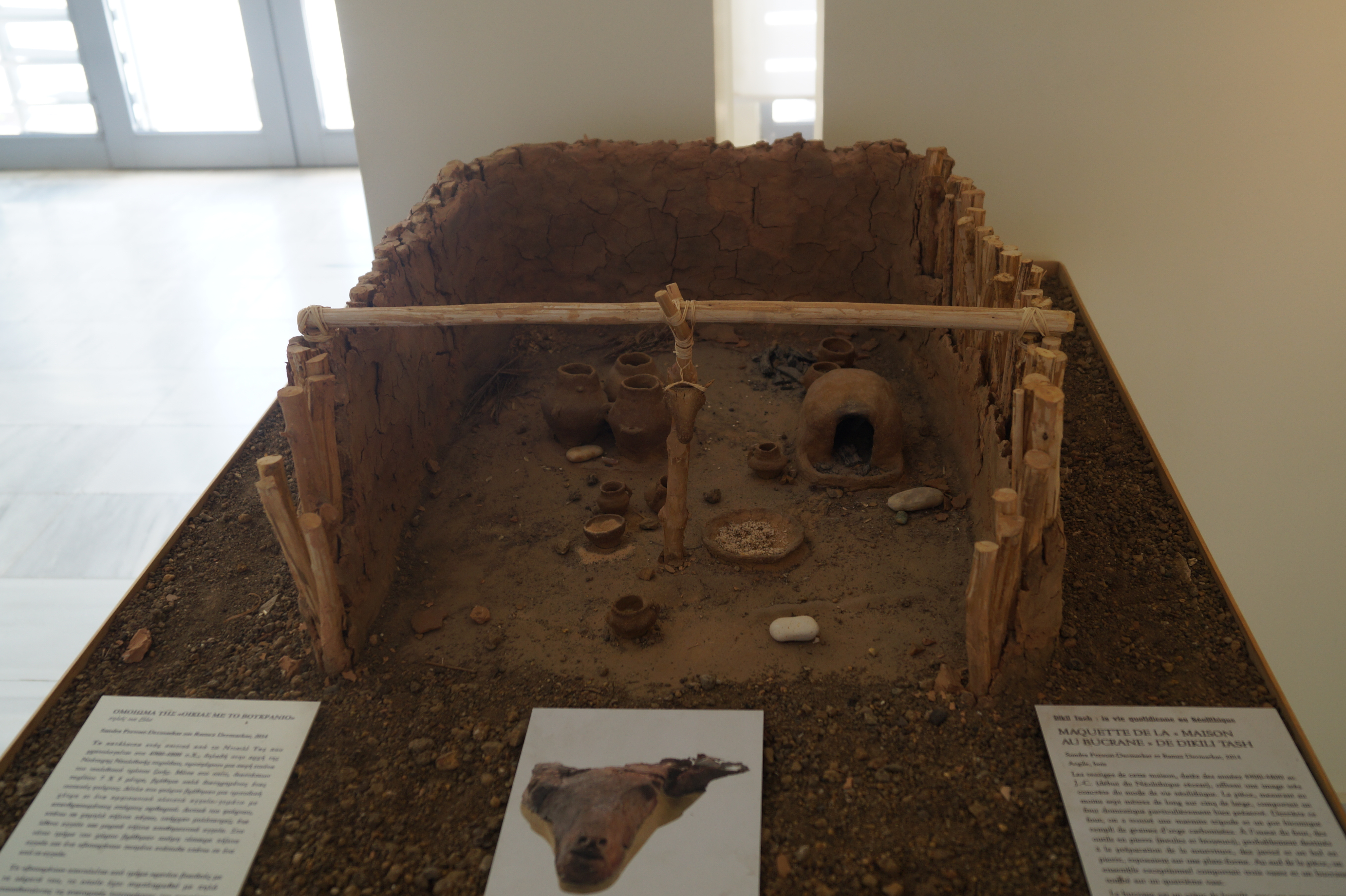
Modell des Hauses des Bukranion

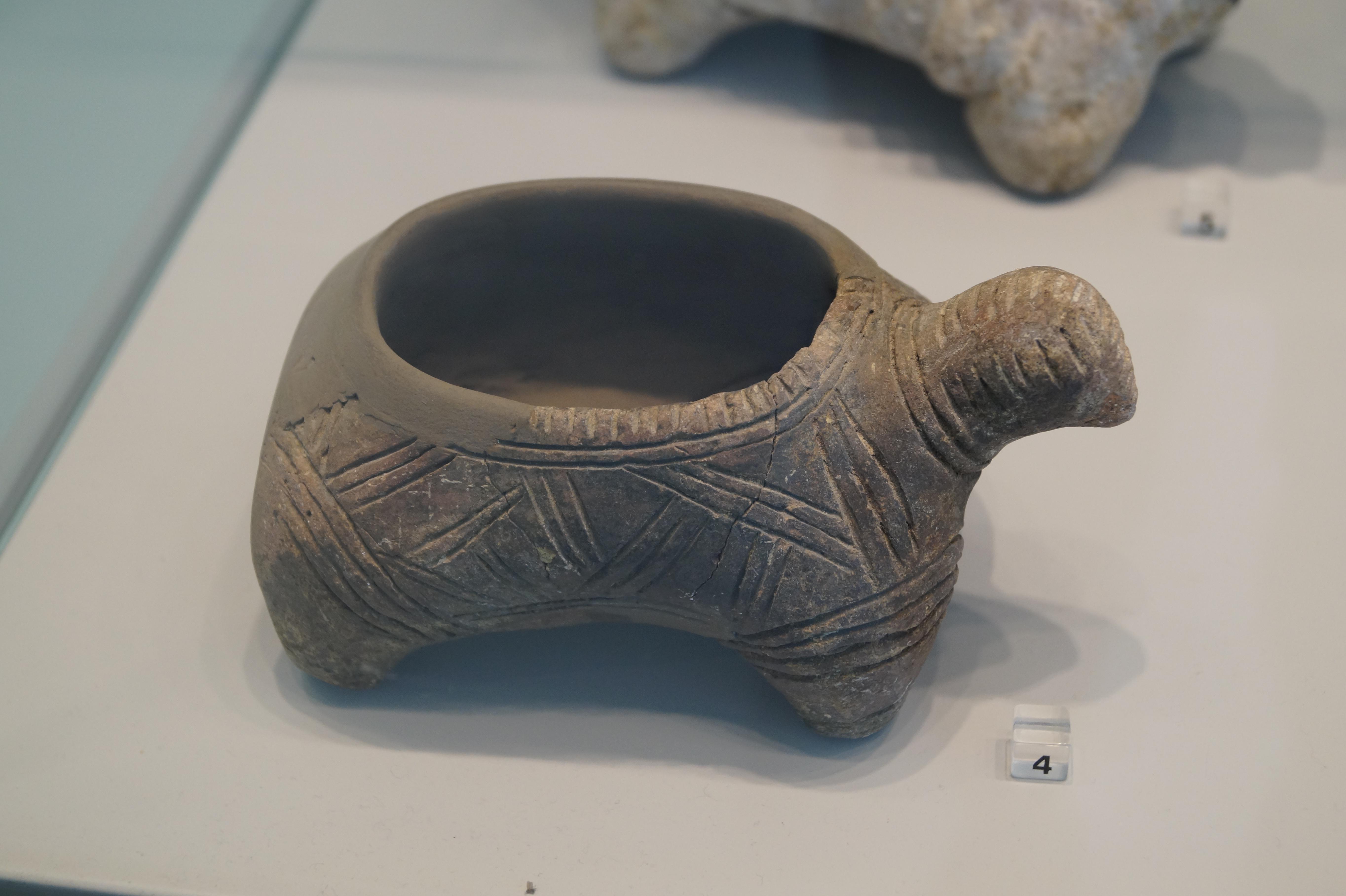
Gefäß in Form einer Schildkröte, Spätneolithisch II

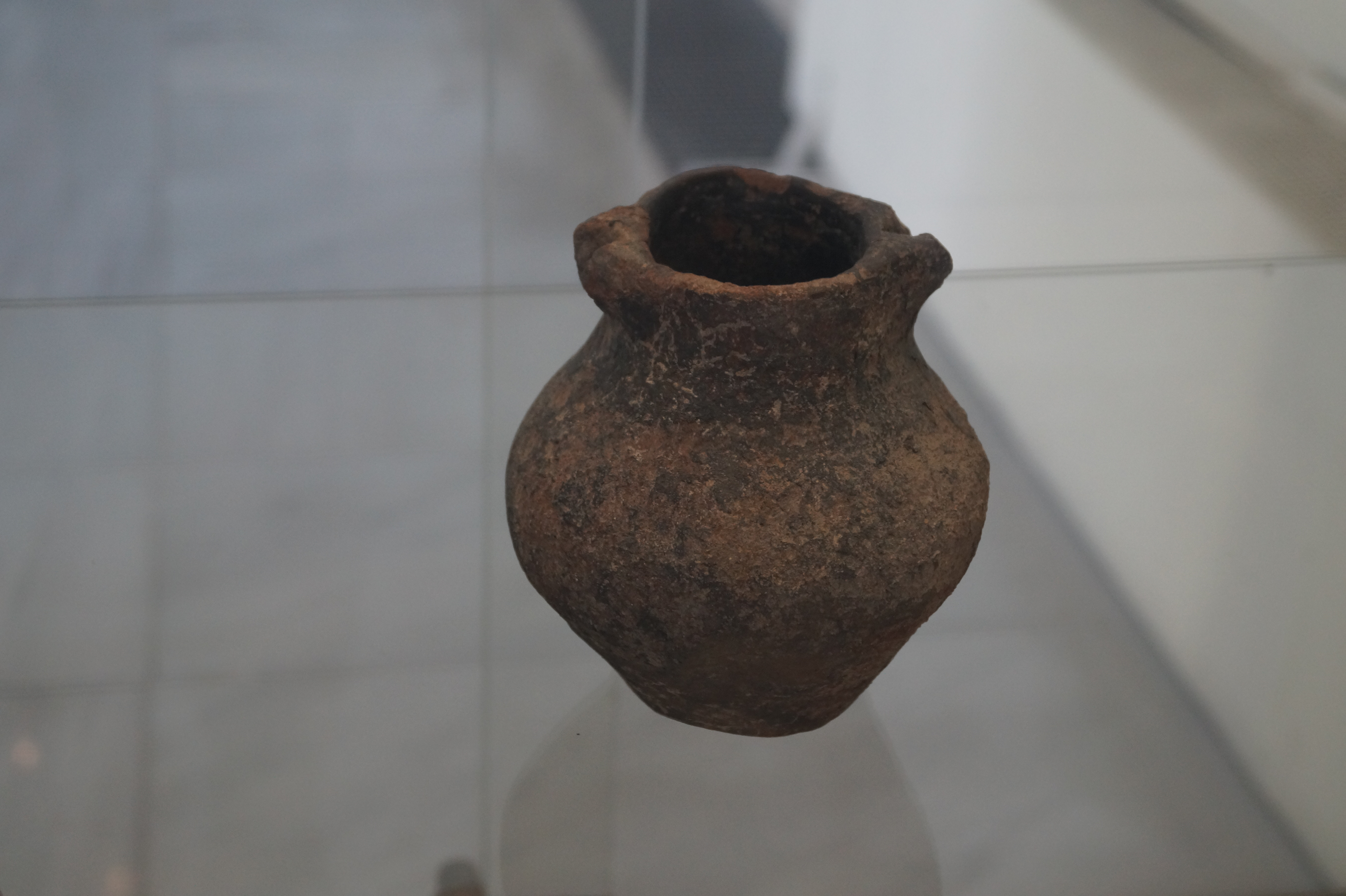
Frühhelladisches Gefäß

Der Hügel erhob sich ursprünglich kaum über die Ebene, war aber durch zwei Einschnitte auf zwei Seiten geschützt. Die früheste Besiedlung kennt man nur durch Bohrungen. Durch die Radiokarbonmethode konnte diese in die zweite Hälfte des 7. Jahrtausends v. Chr., also in frühneolithische Zeit, datiert werden. Aus dieser Zeit fand man Siedlungsspuren auf dem Gipfel und in der Nähe der Quelle am östlichen und nordöstlichen Abhang.

### Neolithikum
Die ältesten bekannten Gebäudereste stammen aus dem Spätneolithikum I (Sektor 6). Diese Siedlungsphase bestand für 400 bis 500 Jahre und dauerte etwa von 5.300 bis 4.800 v. Chr. Der Tell wuchs in dieser Zeit um etwa 5 m an. Die parallelen rechteckigen Häuser hatten eine Nordost-Südwest-Ausrichtung und waren durch schmale Wege voneinander getrennt. Die Gebäude wiesen eingebaute Vorratsgefäße, Mahlsteine und Öfen auf. In Gebäude 1 lagen die Reste einer verkohlten Matte auf dem Boden. Die Gefäße waren oft braun auf hellbeige (Akropotamos-Stil) oder orange. Außerdem gab es schwarze Gefäße mit spiralförmigem Ritzmuster. Vom Ende dieser Zeit (4.900–4.800 v. Chr.) stammt das sogenannte Haus des Bukranion. Es war etwa 7 m lang und 5 m breit mit rechteckigem Grundriss. Es hatte ein hölzernes Grundgerüst, das mit Lehm ausgemauert und verputzt war. Im Innern fand man einen Ofen, einen Dreifuß zum Kochen, ein Gefäß mit verkohlten Gerstenkörnern, Mahl- und Reibesteine und mehrere Tongefäße. Diese Gegenstände dienten wahrscheinlich alle der Zubereitung von Speisen. Der bemerkenswerteste Fund ist ein Bukranion, ein Rinderschädel mit Hörnern, der mit Ton überzogen ist, welcher vermutlich an einer Wand oder einem Balken befestigt war.
Holzkohle aus der archäobotanischen Schlämmung belegte die Nutzung von Eiche, Esche, Hainbuche und Ahorn.
Die folgende Siedlung im Spätneolithikum II dauerte etwa genauso lange wie die erste, ungefähr von 4.700 bis 4.300 v. Chr. Die Siedlungsschicht ist jedoch nur 2 bis 4 m dick. Die Häuser waren genauso ausgerichtet wie zuvor, die Siedlung war jedoch größer. Die Keramik aus dieser Zeit war hauptsächlich mit Ritzzeichnung dekoriert. Es gab aber auch Töpfe mit Graphitverzierung oder Schwarz-auf-Rot-Bemalung. Wie mit Radiokarbonmethode und Thermolumineszenzdatierung belegt werden konnte, wurde die Siedlung 4.300/4.260 v. Chr. durch Feuer zerstört. Für etwa 100 Jahre gab es danach noch wenige Bewohner bis Dikili Tash endgültig verlassen wurde.

### Bronzezeit
Während des Frühhelladikums etwa 3.300/3.000 v. Chr. wurde der Hügel wieder besiedelt. Siedlungsspuren fand man auf dem gesamten Hügel – außer im Süden. Sie bestanden aus sechs aufeinanderfolgenden Schichten mit einer Gesamtstärke von über 2 m. Die Häuser waren ähnlich angeordnet und ausgerichtet wie in der neolithischen Zeit. Auch deren Konstruktion war vergleichbar. Sie hatten jedoch ein Steinfundament. Nach 2.800 v. Chr. endete diese Siedlungsphase.
Die Zerstörung eines Fußbodens aus Lehm konnte mittels 14C-Daten auf etwa 1150 v. Chr., also ins Späthelladikum (SH IIIC), datiert werden. Aus dieser Zeit fand man auch einen Bronzedolch. Die Ausdehnung dieser Siedlung ist nicht bekannt.

### Historische Zeit
Aus Klassischer, Hellenistischer und Römischer Zeit sind nur Keramik- und Münzfunde bekannt. In der Nähe fand man einige römische Grabbauten. Im 12. Jahrhundert, in Byzantinischer Zeit, wurde auf dem höchsten Punkt des Hügels ein Turm errichtet, der im 13. oder 14. Jahrhundert zerstört wurde.